# دهان‌اسکنه‌ای
دهان‌اسکنه‌ای (نام علمی: Acrocheilus alutaceus) نام یک گونه از تیره کپورماهیان است.